# Inatsisartut
El Inatsisartut (Parlamento de Groenlandia; en kalaallisut: Kalaallit Nunaanni Inatsisartut; en danés: Grønlands Landsting) es el órgano unicameral con poder legislativo en el país constituyente danés de Groenlandia. Dicho gobierno es también llamado Gobierno Propio de Groenlandia (Home Rule of Greenland).

## Etimología
La palabra Landsting viene de un antiguo término escandinavo que significa consejo. Apareció por primera vez durante la época vikinga y fue formada por los hombres libres de la comunidad. En aquellos tiempos se decía ting, que nombraba a cien hombres. Las ting se encontrarían en un lugar mucho más grande llamado land y de ahí la expresión landsting.

## Historia
Creado en 1988, el Parlamento es liderado por una presidencia compuesta de cuatro miembros del Parlamento y el presidente. Hay 31 miembros en la Asamblea.

## Composición actual
La distribución actual de la Asamblea Parlamentaria de Groenlandia:
| Elecciones de Groenlandia de 2021 |       |       |         |             |
| Partido                           | Votos | %     | Escaños | +/-         |
| Inuit Ataqatigiit                 | 9.933 | 37,44 | 12      | 4           |
| Siumut                            | 7.986 | 30,10 | 10      | 1           |
| Partii Naleraq                    | 3.252 | 12,26 | 4       | Sin cambios |
| Demokraatit                       | 2.452 | 9,10  | 3       | 3           |
| Atassut                           | 1.879 | 6,90  | 2       | Sin cambios |